# Кальдера, Рафаэль
Рафаэль Антонио Кальдера Родригес (исп. Rafael Antonio Caldera Rodríguez; 24 января 1916 — 24 декабря 2009) — президент Венесуэлы с 1969 по 1974 год и с 1994 по 1999 год. Был генеральным прокурором.

## Биография
Родился в семье представителей среднего класса. В 1931 году окончил Центральный университет Венесуэлы, в 1938 году — докторантуру в области права и политических наук. Позже работал профессором социологии и права в нескольких университетах, включая Центральный.
Был секретарём Венесуэльской католической молодёжи. В 20-летнем возрасте основал Национальный студенческий союз (UNE) и на его основе партию Избирательное действие, которая участвовала в борьбе против диктатуры тогдашнего главы государства Элеасара Лопес Контрераса.
В 1941 году был избран в Палату депутатов Венесуэлы.
В 1943 году временно прервал свою политическую карьеру и стал заведующим кафедры права в университете Каракаса. Однако, в 1946 году возвращается в политику в качестве члена конституционной комиссии, разрабатывающей новый Основной закон страны. Кальдера внёс в его текст ряд положений, защищавших права трудящихся и повышающих общественный статус человеческой жизни. Принятая в 1947 году Конституция считалась самой прогрессивной из действовавших на тот период в Латинской Америке.
В 1946 году основал социал-христианскую партию КОПЕЙ. В 1947 году впервые баллотировался на пост президента, но занял второе место, набрав 22,4 % голосов. В том же году был избран в Палату депутатов.
В 1948 году после прихода к власти в стране военной хунты Кальдера несколько раз арестовывался и несколько месяцев провел в тюрьме. В 1937 и 1957 годах подвергался арестам.
После падения диктатуры Маркоса Переса Хименеса в 1958 году, баллотировался на президентских выборах 1958 года, занял третье место, получив 16,21 % голосов. В 1959—1962 председатель Палаты депутатов.
На президентских выборах 1963 года занял второе место, набрав 20,19 % голосов.

### Первый президентский срок

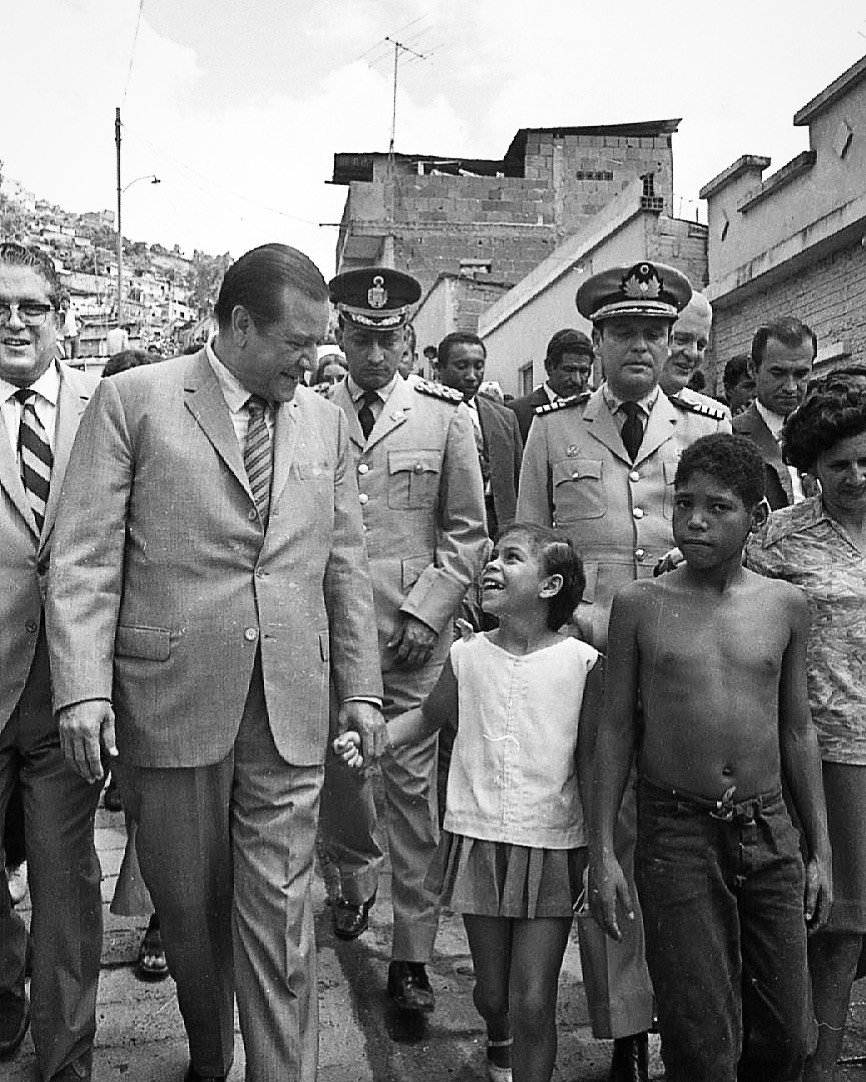
Президент Кальдера во время визита в Макарао

В 1968 году избран Президентом Венесуэлы, набрав 29,13 % голосов, хотя возглавляемая им Социал-христианская партия не смогла получить большинства в парламенте. Тем не менее, Кальдере удалось сформировать стабильно работающее правительство. Новое руководство страны получило в наследство активное антиправительственное партизанское движение, запрет на деятельность ряда левых политических партий, многие лидеры которых находились в тюрьме. Находясь на посту главы государства, он объявил амнистию для участников партизанского движения, провёл демократические политические реформы, а также отказался следовать доктрине Бетанкура, призывающей латиноамериканские государства не поддерживать дипломатические отношения с правительствами, пришедшими к власти недемократическим путём, имея в виду, в том числе, Кубу. Таким образом, Кальдера установил дипломатические отношения с Аргентиной, Кубой, Панамой и Советским Союзом. В 1970 году им был снят запрет на деятельность Коммунистической партии. В сфере экономики был проведён ряд реформ в ключевой — нефтегазовой отрасли страны. Однако, несмотря на вышеуказанные достижения, выборы 1973 года КОПЕЙ проиграла.

### 20 лет между двумя президентскими сроками
Почти 20 лет после этого Кальдера активно участвовал в политической жизни Венесуэлы, тем не менее не занимая высоких государственных постов. В 1983 году он занял второе место на президентских выборах, добившись лучшего результата на выборах в своей истории — 34,54 % голосов. В 1988 году не был выдвинут кандидатом от собственной партии.
Однако ситуация изменилась, когда неолиберальная политика президента Карлоса Андреса Переса привела к дестабилизации общественно-политической ситуации в стране — народному восстанию в Каракасе в феврале 1989 года, нескольким попыткам государственного переворота в 1992 и 1993 годах. В 1993 году полномочия президента Переса были прекращены досрочно из-за подозрений в коррупции.
В 1979—1982 годах являлся главой Всемирного межпарламентского союза.

### Второй президентский срок

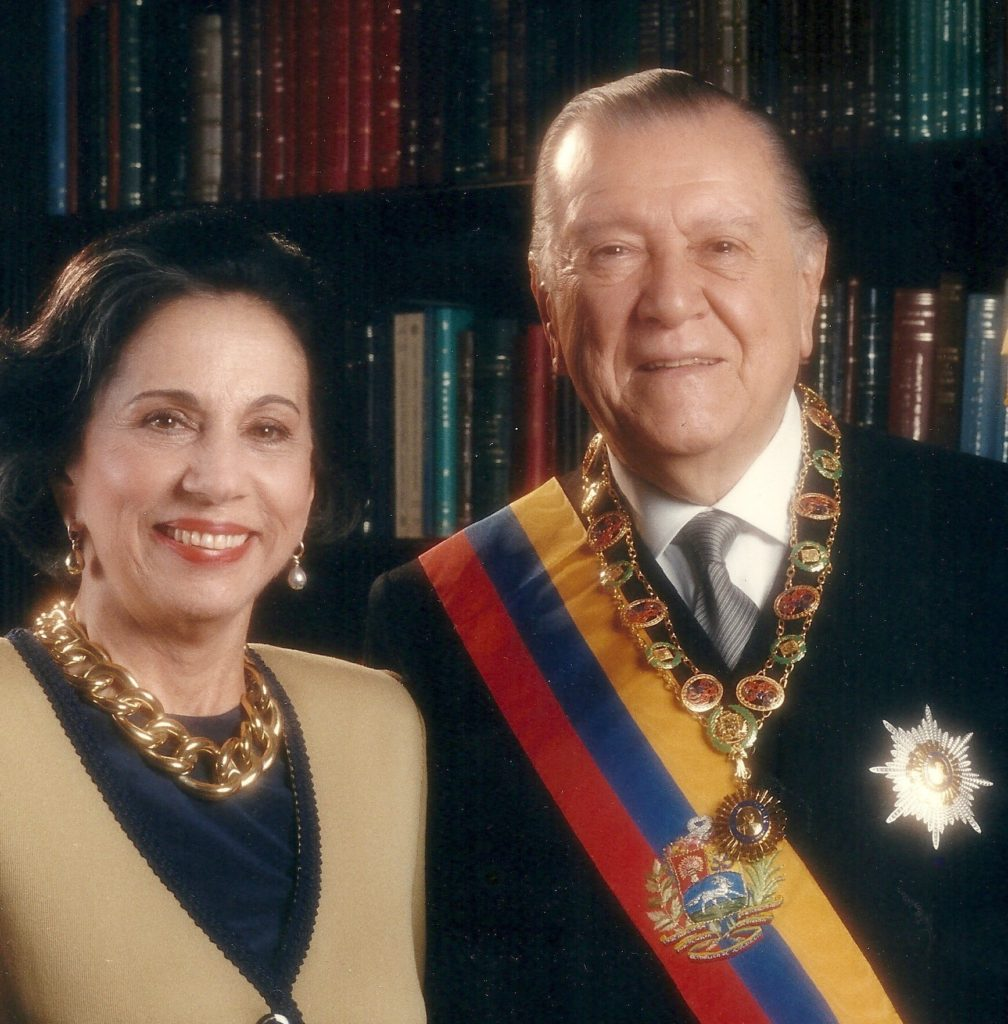
Кальдера с женой

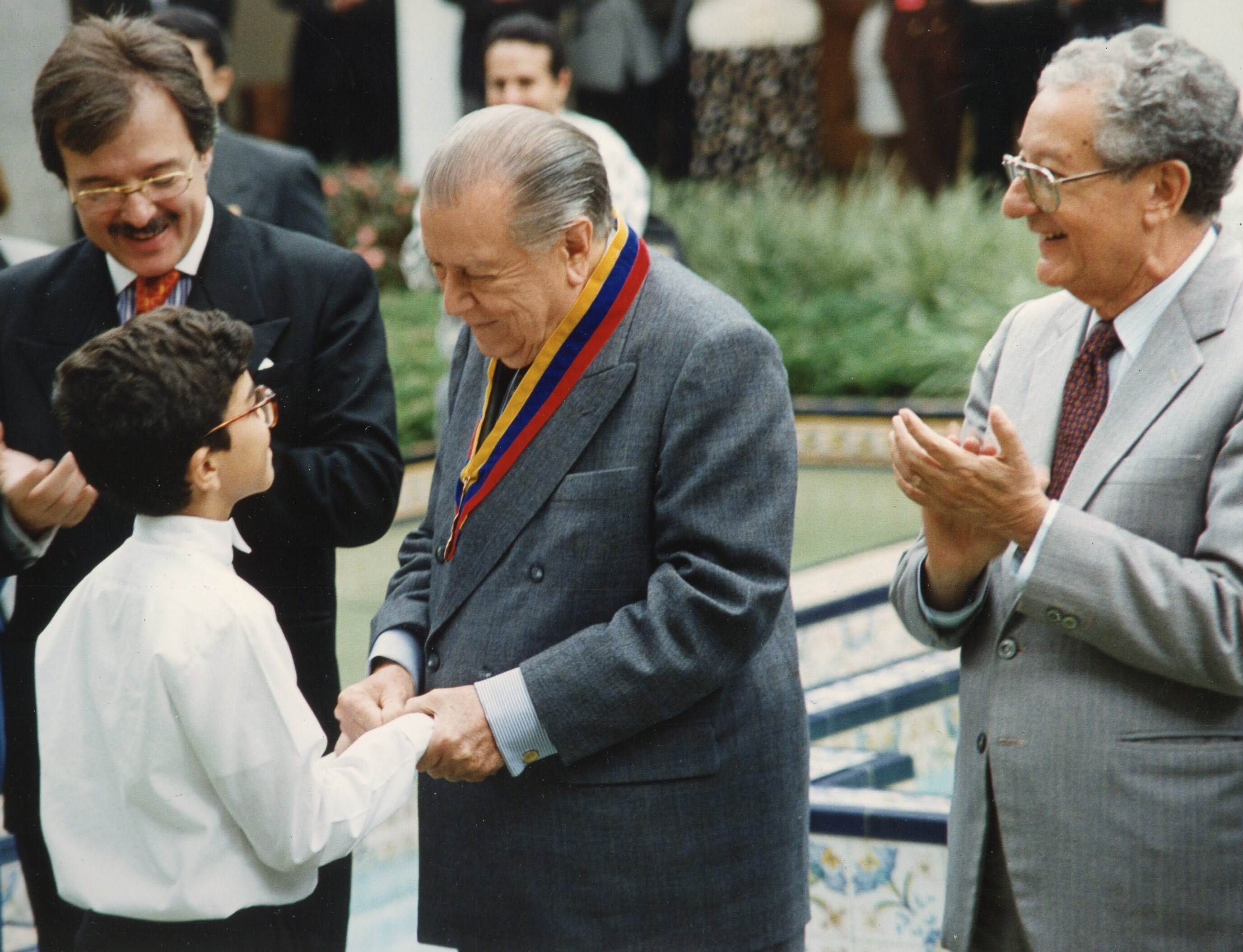
Президент Кальдера. Декабрь 1996

В 1993 году Кальдера выходит из Социал-христианской партии и создает новую партию — Национальная конвергенция. В том же году, заручившись поддержкой ряда партий, от коммунистов до правых центристов, он побеждает на президентских выборах.
За счёт вмешательства государства в экономику Кальдере удалось стабилизировать социально-экономическое положение, которое резко ухудшилось вследствие острейшего финансового кризиса. Им была провозглашена Венесуэльская повестка дня (исп. Venezuela Agenda), программа нацеленная на восстановление макроэкономической стабильности и снижение инфляции. Однако в этот же период обанкротилось в общей сложности более 70 000 малых и средних предприятий, значительно выросло число бедных. Нуждаясь в помощи Международного валютного фонда, Кальдера вопреки своим убеждениям пошёл на реализацию ряда неолиберальных мер в экономике, включая приватизацию госимущества и девальвацию боливара. Эти решения получили одобрение МВФ, но вызвали резкие протесты среди населения. Ситуация усугублялась продолжающимся снижением цен на нефть, главный экспортный товар Венесуэлы. Также Кальдера объявил амнистию для военных, участвовавших в попытках государственного переворота 1992 и 1993 годов, в том числе и для своего преемника на президентском посту Уго Чавеса. В ноябре 1996 года президент Венесуэлы Рафаэль Кальдера объявил о планах построить на Лос-Монхесе базу ВМС, что вызвало резко негативную реакцию Колумбии.
В президентских выборах после 1998 года Кальдера участия не принимал ввиду преклонного возраста.